# Sainte-Marie-des-Champs
Pour les articles homonymes, voir Sainte-Marie.
Sainte-Marie-des-Champs est une commune française située dans le département de la Seine-Maritime en région Normandie.

## Géographie

### Localisation
| Baons-le-Comte |                         | Ectot-lès-Baons |
|                | Sainte-Marie-des-Champs |                 |
| Yvetot         |                         | Écalles-Alix    |

Sainte-Marie-des-Champs est située au cœur du pays de Caux. Sainte-Marie-des-Champs est également limitrophe de la commune d'Yvetot, plus connue, et appartient au canton d'Yvetot.

### Hydrographie
La commune est située dans le bassin Seine-Normandie. Elle n'est drainée par aucun cours d'eau,.

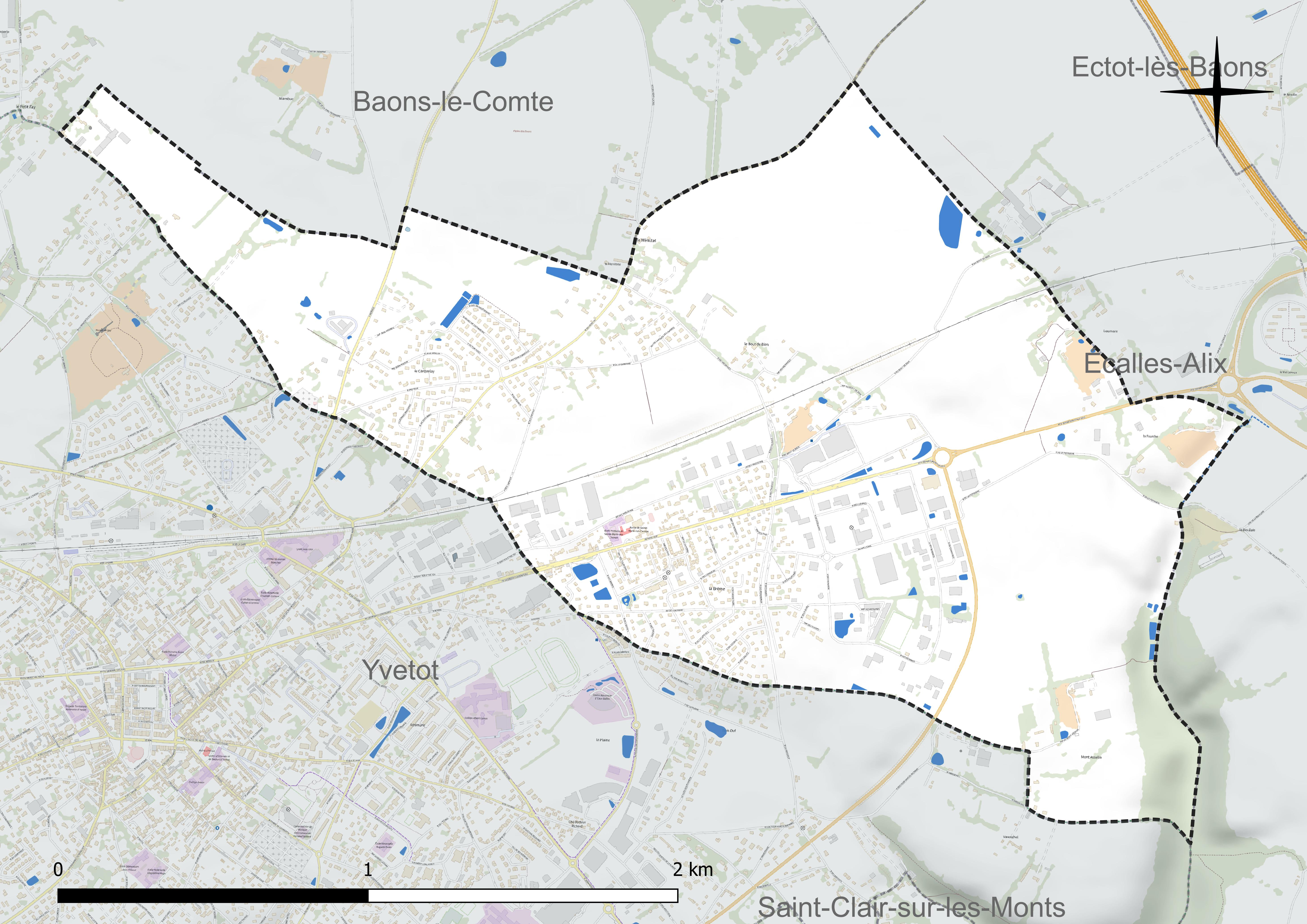
Réseau hydrographique de Sainte-Marie-des-Champs.

### Climat
Pour des articles plus généraux, voir Climat de la Normandie et Climat de la Seine-Maritime.
En 2010, le climat de la commune est de type climat océanique altéré, selon une étude du CNRS s'appuyant sur une série de données couvrant la période 1971-2000. En 2020, Météo-France publie une typologie des climats de la France métropolitaine dans laquelle la commune est exposée à un climat océanique et est dans la région climatique  Côtes de la Manche orientale, caractérisée par un faible ensoleillement (1 550 h/an) ; forte humidité de l’air (plus de 20 h/jour avec humidité relative > 80 % en hiver), vents forts fréquents. Parallèlement le GIEC normand, un groupe régional d’experts sur le climat, différencie quant à lui, dans une étude de 2020, trois grands types de climats pour la région Normandie, nuancés à une échelle plus fine par les facteurs géographiques locaux. La commune est, selon ce zonage, exposée à un « climat maritime », correspondant au Pays de Caux, frais, humide et pluvieux, légèrement plus frais que dans le Cotentin.
Pour la période 1971-2000, la température annuelle moyenne est de 10,2 °C, avec une amplitude thermique annuelle de 13,4 °C. Le cumul annuel moyen de précipitations est de 952 mm, avec 13,8 jours de précipitations en janvier et 8,9 jours en juillet. Pour la période 1991-2020, la température moyenne annuelle observée sur la station météorologique la plus proche, située sur la commune d'Ectot-lès-Baons à 3 km à vol d'oiseau, est de 10,8 °C et le cumul annuel moyen de précipitations est de 905,5 mm,. Pour l'avenir, les paramètres climatiques de la commune estimés pour 2050 selon différents scénarios d’émission de gaz à effet de serre sont consultables sur un site dédié publié par Météo-France en novembre 2022.

## Urbanisme

### Typologie
Au 1er janvier 2024, Sainte-Marie-des-Champs est catégorisée ceinture urbaine, selon la nouvelle grille communale de densité à sept niveaux définie par l'Insee en 2022.
Elle appartient à l'unité urbaine d'Yvetot, une agglomération intra-départementale regroupant quatre  communes, dont elle est une commune de la banlieue,,. Par ailleurs la commune fait partie de l'aire d'attraction d'Yvetot, dont elle est une commune de la couronne,. Cette aire, qui regroupe 15 communes, est catégorisée dans les aires de moins de 50 000 habitants,.

### Occupation des sols
L'occupation des sols de la commune, telle qu'elle ressort de la base de données européenne d’occupation biophysique des sols Corine Land Cover (CLC), est marquée par l'importance des territoires agricoles (57,7 % en 2018), en diminution par rapport à 1990 (70,5 %). La répartition détaillée en 2018 est la suivante : 
terres arables (47,8 %), zones urbanisées (24,3 %), zones industrielles ou commerciales et réseaux de communication (15,5 %), zones agricoles hétérogènes (5,2 %), prairies (4,7 %), forêts (2,5 %). L'évolution de l’occupation des sols de la commune et de ses infrastructures peut être observée sur les différentes représentations cartographiques du territoire : la carte de Cassini (XVIIIe siècle), la carte d'état-major (1820-1866) et les cartes ou photos aériennes de l'IGN pour la période actuelle (1950 à aujourd'hui).

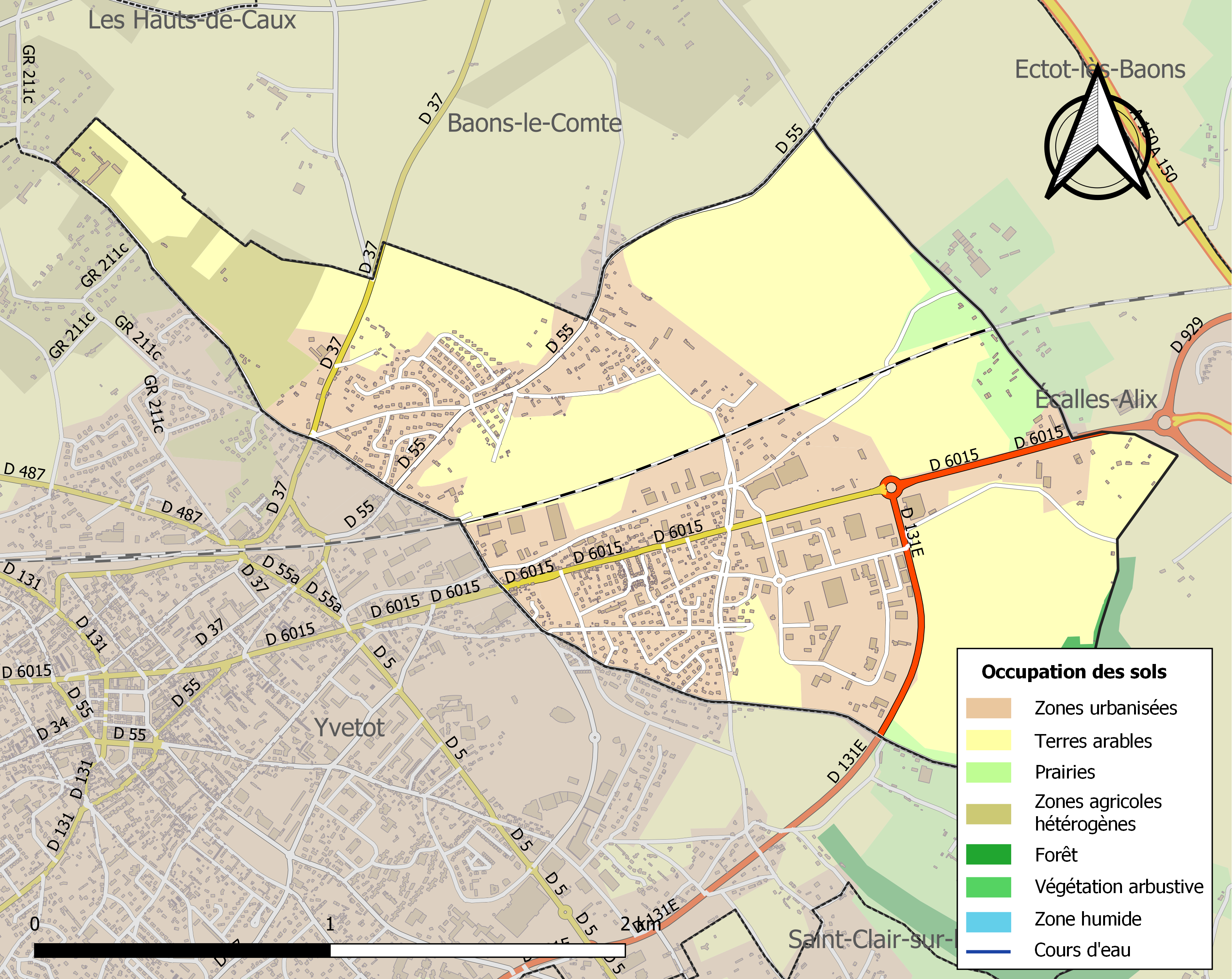
Carte des infrastructures et de l'occupation des sols de la commune en 2018 (CLC).

## Toponymie
Le nom de la localité est attesté sous les formes Sanctam Mariam de Campis en 1221, Sancta Maria de Campis en 1240, Sancte Marie des Camps en 1319,  Sancta Maria in Campis en 1337, Eglise de Saincte Marie des Champs en 1401, Sainte Marie des Camps en 1431, Sainte Marye des Champs en 1459, Paroisse Notre Dame de Sainte Marie des Champs en 1677, Sainte Marie aux Champs en 1648, 1704 et 1738, Sainte Marie des Champs en 1713, Sainte Marie en 1715, Sainte Marie des Champs en 1757.

## Histoire
L'église est consacrée en 1264 par Eudes Rigaud, archevêque de Rouen.

## Politique et administration
| Période                                  | Période                    | Identité            | Étiquette | Qualité                          |
| ---------------------------------------- | -------------------------- | ------------------- | --------- | -------------------------------- |
| Les données manquantes sont à compléter. |                            |                     |           |                                  |
| mars 1971                                | mars 2008                  | Michel Beuzelin     |           |                                  |
| mars 2008                                | 2014                       | Claude Mozziconacci |           |                                  |
| 2014                                     | En cours (au 10 août 2020) | Odile Dechamps      |           | Réélue pour le mandat 2020-2026, |

## Population et société

### Démographie
L'évolution du nombre d'habitants est connue à travers les recensements de la population effectués dans la commune depuis 1793. Pour les communes de moins de 10 000 habitants, une enquête de recensement portant sur toute la population est réalisée tous les cinq ans, les populations de référence des années intermédiaires étant quant à elles estimées par interpolation ou extrapolation. Pour la commune, le premier recensement exhaustif entrant dans le cadre du nouveau dispositif a été réalisé en 2004.

En 2022, la commune comptait 1 583 habitants, en évolution de −0,69 % par rapport à 2016 (Seine-Maritime : +0,35 %, France hors Mayotte : +2,11 %).
| 1793  | 1800  | 1806  | 1821 | 1831 | 1836 | 1841 | 1846 | 1851 |
| ----- | ----- | ----- | ---- | ---- | ---- | ---- | ---- | ---- |
| 1 400 | 1 224 | 1 424 | 881  | 897  | 961  | 903  | 880  | 960  |

| 1856  | 1861  | 1866 | 1872 | 1876 | 1881 | 1886 | 1891 | 1896 |
| ----- | ----- | ---- | ---- | ---- | ---- | ---- | ---- | ---- |
| 1 020 | 1 040 | 960  | 885  | 860  | 692  | 689  | 571  | 587  |

| 1901 | 1906 | 1911 | 1921 | 1926 | 1931 | 1936 | 1946 | 1954 |
| ---- | ---- | ---- | ---- | ---- | ---- | ---- | ---- | ---- |
| 545  | 482  | 486  | 506  | 482  | 452  | 471  | 472  | 510  |

| 1962 | 1968 | 1975 | 1982  | 1990  | 1999  | 2004  | 2006  | 2009  |
| ---- | ---- | ---- | ----- | ----- | ----- | ----- | ----- | ----- |
| 503  | 501  | 631  | 1 238 | 1 462 | 1 554 | 1 558 | 1 570 | 1 495 |

| 2014  | 2019  | 2022  | - | - | - | - | - | - |
| ----- | ----- | ----- | - | - | - | - | - | - |
| 1 511 | 1 580 | 1 583 | - | - | - | - | - | - |

## Culture locale et patrimoine

### Lieux et monuments

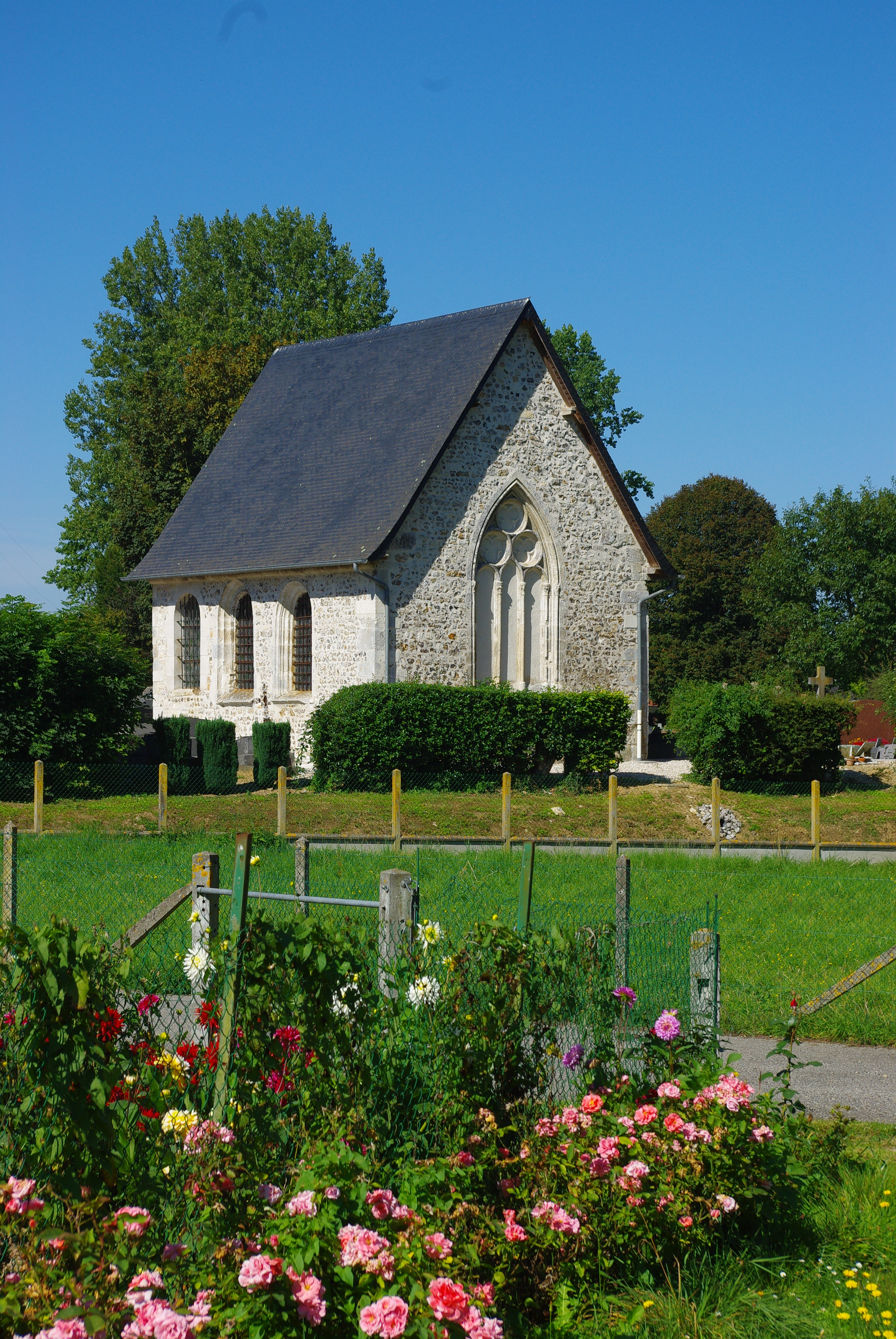
La chapelle du Fay.

- La chapelle du Fay, monument historique classé depuis 1928[26]. C'est le chœur de l'ancienne église.

### Personnalités liées à la commune
- Pierre-Nicolas-Joseph Fossard (1710-1783), archidiacre de Rouen, prédicateur du roi Louis XV, y est mort.

## Pour approfondir